# Ukraiinske, Bahmaci
Ukraiinske (în ucraineană Українське) este un sat în comuna Kurin din raionul Bahmaci, regiunea Cernihiv, Ucraina.

## Demografie
Componența lingvistică a localității Ukraiinske
     Ucraineană (97,7%)
     Rusă (2,3%)
Conform recensământului din 2001, majoritatea populației localității Ukraiinske era vorbitoare de ucraineană (97,7%), existând în minoritate și vorbitori de rusă (2,3%).